# Félix Fénéon
Félix Fénéon (født 22. juni 1861, død 29. februar 1944) var en fransk kunstkritiker, anarkist, journalist, tidsskriftsredaktør og gallerist.

## Værker
- Les impressionnistes (1886)
- Nyheder på tre linjer. Oversættelse og forord ved Jens Eichler Lorenzen. Forlaget mellemgaard, 2019
- Œuvres (ed. Jean Paulhan). Paris, Gallimard, 1948
- Œuvres plus que complètes (ed. Joan U. Halperin). Genève: Droz, 1970